# Förstakammarvalet i Sverige 1957
Förstakammarvalet i Sverige 1957 var ett val i Sverige till Sveriges riksdags första kammare. Valet hölls i den femte valkretsgruppen i september månad 1957 för mandatperioden 1958-1965.
Tre valkretsar utgjorde den femte valkretsgruppen: Jönköpings läns valkrets, Göteborgs och Bohus läns valkrets och Värmlands läns valkrets. Ledamöterna utsågs av valmän från det landsting som valkretsarna motsvarade. 
Ordinarie val till den femte valkretsgruppen hade senast ägt rum 1949.

## Valmän
| Landsting          | H    | LB   | F    | S    | Totalt |
| ------------------ | ---- | ---- | ---- | ---- | ------ |
| Landsting          |      |      |      |      | Totalt |
| Göteborg och Bohus | 9    | 8    | 12   | 22   | 51     |
| Jönköping          | 10   | 12   | 16   | 29   | 67     |
| Värmland           | 11   | 10   | 12   | 39   | 72     |
| Totalt             | 30   | 30   | 40   | 90   | 190    |
| %                  | 15,8 | 15,8 | 21,0 | 47,4 | 100,0  |

## Mandatfördelning
Den nya mandatfördelningen som gällde vid riksdagarna 1958 innebar att Socialdemokraterna behöll egen majoritet. 
| Parti  | Parti                            | FK 1957 | 5:e valkretsgruppen | 5:e valkretsgruppen | 5:e valkretsgruppen | FK 1958 |
| Parti  | Parti                            | FK 1957 | Innan               | Efter               | Ändring             | FK 1958 |
| ------ | -------------------------------- | ------- | ------------------- | ------------------- | ------------------- | ------- |
|        | Socialdemokraterna               | 79      | 8                   | 8                   | ▬                   | 79      |
|        | Folkpartiet                      | 30      | 4                   | 3                   | ▼1                  | 29      |
|        | Landsbygdspartiet Bondeförbundet | 25      | 4                   | 3                   | ▼1                  | 24      |
|        | Högerpartiet                     | 13      | 1                   | 3                   | ▲3                  | 16      |
|        | Sveriges kommunistiska parti     | 3       | 0                   | 0                   | ▬                   | 3       |
| Totalt | Totalt                           | 150     | 17                  | 17                  | ▬                   | 151     |

## Invalda riksdagsledamöter
Jönköpings läns valkrets:
- Gunnar Svärd, h
- Torsten Bengtson, c
- Rudolf Boman, fp
- Tage Johansson, s
- Göran Karlsson, s
- Olof Palme, s

Göteborgs och Bohus läns valkrets:
- Erik Arrhén, h
- Herbert Hermansson, c
- Gunnar Spetz, fp
- Einar Dahl, s
- Nils Magnusson, s

Värmlands läns valkrets:
- Rolf Kaijser, h
- Bertil Jonasson, c
- Eric Källqvist, fp
- Oscar Carlsson, s
- Dagmar Ranmark, s
- Östen Undén, s